# غيلارد سارتين
غيلارد سارتين (بالإنجليزية: Gailard Sartain) مغنٍّ ورسام توضيحي وكاتب وممثل أمريكي، ولد في 18 سبتمبر 1946 في الولايات المتحدة. وتوفي في 17 يونيو 2025.

## أعمال

### أفلام
- (1978) قصة بدي هولي
- (1981) بلد صعب
- (1988) مسيسيبي تحترق[7][8]
- (2001) علي[9]

## وصلات خارجية
- غيلارد سارتين على موقع IMDb (الإنجليزية)
- غيلارد سارتين على موقع ميتاكريتيك (الإنجليزية)
- غيلارد سارتين على موقع روتن توميتوز (الإنجليزية)
- غيلارد سارتين على موقع ألو سيني (الفرنسية)
- غيلارد سارتين على موقع ميوزك برينز (الإنجليزية)
- غيلارد سارتين على موقع أول موفي (الإنجليزية)
- غيلارد سارتين على موقع قاعدة بيانات الأفلام السويدية (السويدية)
- غيلارد سارتين على موقع إن إن دي بي (الإنجليزية)
- غيلارد سارتين على موقع أول ميوزيك (الإنجليزية)
- غيلارد سارتين على موقع ديسكوغز (الإنجليزية)